# Veľké Blahovo
Veľké Blahovo (węg. Nagyabony, Nemesabony) – wieś (obec) na Słowacji, w kraju trnawskim, w powiecie Dunajská Streda. Miejscowość położona jest na Nizinie Naddunajskiej.